# Sveto Letica
Sveto Letica, hrvaški admiral, * 4. april 1926, † 6. november 2001.
Letica je bil utemeljitelj in prvi poveljnik Hrvaške vojne mornarice (1991–1996). Ob upokojitvi je kot edini doslej dobil najvišji čin hrvaške mornarice - štabni admiral (1999 preimenovan v admirala flote).